# Тканинне дихання
Ткани́нне ди́хання, кліти́нне ди́хання — багатоетапний ферментативний процес використання кисню клітинами тварин і рослин для окиснення органічних субстратів з утворенням вуглекислого газу та води. Утворення води на кінцевому етапі не супроводиться значним виділенням енергії. Основна частина енергії звільняється на проміжних етапах перенесення водню її електронів від продуктів розщеплення субстрату до молекулярного кисню та йде на біосинтез білків, нуклеїнових кислот, механічну роботу, транспортування йонів тощо.
Субстратами першого етапу тканинного дихання можуть бути різні органічні речовини: амінокислоти, білки, вуглеводи, жири. Субстратами окиснення в дихальному ланцюгу (в послідовних реакціях переносу водню) е лише обмежена кількість органічних речовин. Це головним чином карбонові кислоти, перетворення яких відбувається у циклі трикарбонових кислот (цикл Кребса). Саме цей цикл постачає уніфіковані субстрати для подальшого їх окиснення дегідрогеназами карбонових кислот циклу Кребса — ферментами дихального ланцюга, локалізованими в певному порядку в мітохондріях клітин. До складу молекули цих ферментів входять переносники водню (нікотинамідаденіндинуклеотид — НАД і флавінаденіндинуклеотид — ФАД), які, відновлюючись, передають електрони до цитохромів — вмісників дво- або тривалентного заліза (залежно від того, в окисненому чи відновленому стані перебуває переносник, а протони дифундують в клітинну рідину). Цитохроми переносять електрони до кисню з утворенням води. Енергія, що звільнюється в процесі перенесення водню й електронів, акумулюється в молекулах макроергічних сполук — аденозиндифосфорної та аденозинтрифосфорної (АДФ та АТФ) кислотт, які є універсальними носіями енергії, необхідної тканинам для здійснення біосинтезу речовин, механічної роботи]] тощо.
У процесі тканинного дихання акумулюється (у формі АТФ) енергія біологічного окиснення завдяки фосфорилюванню молекули АДФ за рахунок енергії і переносу електронів у дихальному ланцюгу. Поєднання окислювально-відновних процесів дихального ланцюга і біосинтезу АТФ є головним (у кількісному відношенні) механізмом акумуляції енергії в більшості організмів. Крім того, тканинне дихання контролює інтенсивність гліколізу.
Енергетична ефективність тканинного дихання оцінюється відношенням кількості фосфату, акумульованого у складі АТФ, до кількості використаного кисню — коефіцієнтом Р/О (моль). Цей коефіцієнт запровадив 1937 В. О. Бєліцер. Зміна просторового розміщення ферментів дихального ланцюга приводить до роз'єднання процесів дихання і фосфорилювання, а енергія, необхідна для окиснення субстратів, перетворюється на енергію тепла. Такого роз'єднання можна досягти деякими речовинами (наприклад, 2,4-динітрофенолом, азидом натрію тощо) та гормонами, зокрема тироксином, що використовується в експериментальних дослідженнях процесу тканинного дихання.